# 光复路 (上海)
光复路，是位于中國上海市的一条市政道路，全线沿着苏州河北岸行走，自西藏北路口起至天目西路口止，全场2869米。1900至1904年修建东段，称北苏州路。1912年至1925年修築西段，以光复运动命名，建成当年东段改名东光复路，后统称光复路。